# Зоркий, Пётр Маркович
Пётр Ма́ркович Зо́ркий (24 октября 1933, Москва — 2 августа 2005, Москва) — советский и российский учёный-кристаллограф, профессор кафедры физической химии Московского государственного университета, специалист в области кристаллохимии, создатель метода симметрии потенциальных функций для интерпретации распределения гомомолекулярных кристаллов по структурным классам. Ввел понятие обобщенной кристаллохимии, принимал участие в создании систематики молекулярных конденсированных фаз.

## Биография
Родился 24 октября 1933 года в Москве в семье историка, профессора Московского университета Марка Соломоновича Зоркого. Его мать, В. Я. Васильева, была профессором, доктором исторических наук, заведующей отделом Юго-Восточной Азии Института Азии и Африки АН СССР.
В 1957 году окончил химический факультет Московского университета, в 1973 году получил ученую степень доктора наук в области химии, в 1974 году стал заведующим лабораторией кристаллохимии. Эту должность П. М. Зоркий занимал более 40 лет. В 1978 году получил звание профессора Московского университета. Учителями Петра Марковича были Г. Б. Бокий, А. И. Китайгородский, М. А. Порай-Кошиц.
Главным направлением его исследований была разработка основ органической кристаллохимии. В своей кандидатской диссертации П. М. Зоркий развивал теорию плотной упаковки молекул с точки зрения количественных соотношений, им были впервые подтверждены результаты данной теории. Впоследствии эта работа нашла отражение в исследовании, посвященном молекулярным координационным числам в органических кристаллах, а также определению значений ван-дер-ваальсовых радиусов элементов-органогенов (совместно с Ю. В. Зефировым).
Среди его важнейших достижений: создание метода симметрии потенциальных функций в рамках докторской диссертации, с помощью которого возможна интерпретация строения молекулярных кристаллов с точки зрения симметрии структурных единиц и симметрии поля межмолекулярных взаимодействий. Занимался исследованиями в области гиперсимметрии и контактной конформерии. Ввел понятие обобщенной кристаллохимии, назвав таким образом свои исследования связи между структурой жидкости и образующего ее или образованного ей кристалла. Активно изучал проблему молекулярной агломерации — явление, при котором наблюдается консерватизм агломератов конкретного типа в полиморфных модификациях.
Под руководством Зоркого были защищены 12 кандидатских диссертаций.
Умер 2 августа 2005 года. Похоронен вместе с сестрой и матерью в Москве на Новодевичьем кладбище.

## Педагогическая деятельность на химическом факультете МГУ[1]
- С 1976 года — общий курс «Кристаллохимия»
- С 1987 года — общий курс «История и методология химии»
- С 1995 по 1999 г. — общий курс «Введение в историю и методологию химии. История химфака», основателем которого является сам Петр Маркович
- С 1996 года — курс «Основы эвристики»

## Награды
- С 1978 г. — председатель оргкомитета традиционных симпозиумов и семинаров по межмолекулярному взаимодействию и конформациям молекул.
- Звание Соровского профессора 1995/96, 1997, 1998 и 1999 годов.
- Победитель конкурсов «Профессор-2000» и «Профессор-2001» Правительства Москвы.
- Член бюро правления Московского физического общества.

## Интересные факты
Умел играть на фортепьяно, гитаре, знал французский язык, а также разбирался в разновидностях грибов.
По утверждениям студентов Зоркого, во время коллоквиумов и контрольных он подбрасывал в воздух деревянную модель, и за время полета нужно было определить ее точечную группу симметрии.

## Основные работы
- Зоркий П. М., Бельский В. К., Лазарева С. Г., Порай-Кошиц М. А. Структурные классы и подклассы молекулярных кристаллов // Журн. структ. химии, 1967, т.8, № 2, с. 312—316.
- Belsky V. K., Zorkaya O. N., Zorky P. M. Structural Classes and Space Groups of Organic Homomolecular Crystals: New Statistical Data // Acta Cryst., 1995, A51, № 7, p. 471—481.
- Зоркий П. М. Критический взгляд на основные понятия химии // Росс. хим. журн., 1996, т. 40, № 3, с. 5-25.
- Зоркий П. М., Зоркая О. Н. Ординарная органическая кристаллохимия // Журн. структ. химии, 1998, т.39, № 1, с. 126—151.